# Program Szwajcarski

Szwajcaria i Polska na mapie Europy

Program Szwajcarski, Wkład Szwajcarski (ang. Swiss contribution), tak zwany Fundusz Szwajcarski – bezzwrotna pomoc finansowa przyznana przez Szwajcarię dla niektórych krajów UE w zamian za szeroki dostęp do wspólnego rynku.

## Pierwsza edycja
Fundusze w pierwszej edycji (tzw. wkład rozszerzeniowy, niem. Erweiterungsbeitrag) przeznaczone były początkowo dla 10 państw członkowskich Unii Europejskiej, które przystąpiły do niej 1 maja 2004. Na mocy umów międzynarodowych, rozdysponowano ponad 1 miliard franków szwajcarskich. W 2010 r. do Funduszu przystąpiły także Bułgaria i Rumunia, a w 2015 r. Chorwacja.
W Polsce realizowana jako Szwajcarsko-Polski Program Współpracy (SPPW). W wyniku umowy podpisanej w grudniu 2007 w Bernie Szwajcaria przeznaczyła Polsce 489 milionów franków. W lipcu 2012 r. ogłoszono zakończenie podpisywania umów między Polską a Szwajcarią. W czerwcu 2017 pierwsza edycja programu została w Polsce zakończona.

## Druga edycja
Ogłoszony w 2018 r. projekt drugiej edycji (tzw. drugi wkład szwajcarski, niem. zweiter Schweizer Beitrag) początkowo przewidywał okres finansowania na lata 2020-2022, jednak Zgromadzenie Federalne Szwajcarii zawiesiło w 2019 r. czasowo podstawę prawną wypłat, aby wywrzeć presję w trakcie toczących się negocjacji  z UE o rozszerzeniu dostępu Szwajcarii do wspólnego rynku. W 2021 r. przepisy odblokowano, a kwota ogólna drugiej edycji wynosi 1,302 mld CHF, z czego 1,102 mld CHF ma stanowić wsparcie polityki spójności w 13 nowych krajach członkowskich UE, a 200 mln CHF ma stanowić pomoc dla krajów członkowskich (także spoza UE-13) szczególne obciążonych imigracją spoza UE.